# Great Sitkin
L'isola Great Sitkin (in lingua aleutina Sitxinax) è una delle isole Andreanof, un sottogruppo delle Aleutine; si trova nel mare di Bering tra le isole Adak e Atka ed appartiene all'Alaska.
L'isola ha una superficie totale di 160 km². La maggior parte del nord dell'isola è occupata dal vulcano Great Sitkin (1.740 m).